# Sierras de Las Estancias y Los Filabres
Sierras de Las Estancias y Los Filabres ist ein kleines Weinbaugebiet in den Bergen der andalusischen Provinz Almería im Süden Spaniens. Es erstreckt sich über die Gemeinden Alcóntar, Serón, Bacares, Bayarque, Tíjola, Armuña, Sierro, Suflí, Lúcar, Somontín, Urrácal, Purchena, Olula del Rio, Macael, Laroya, Fines, Partaloa, Oria, Líjar, Chercos, Albanchez, Cóbdar, Cantoria, Albox, Taberno, Arboleas und Zurgena.
Seit der Saison 2016/2017 wird keine Produktion mehr angegeben, nachdem das Weinbaugebiet 2009 seine Herkunftsbezeichnung erhalten hat. Weinproduktion fand aber auch schon mindestens einige Jahre davor statt. Zuletzt waren für die Saison 2015/2016 4 Hektar Rebfläche und 62 Hektoliter Produktionsmenge angegeben. Es bestand eine Kellerei. Zur Herstellung von Weißwein sind die Rebsorten Macabeo, Chardonnay, Moscatel de Grano Menudo, Airén und Sauvignon Blanc zugelassen. Für den Rotwein dürfen die Sorten Tempranillo, Cabernet Sauvignon, Monastrell, Merlot, Syrah, Garnacha tinta, Pinot Noir und Petit Verdot genutzt werden.
Das Weinbaugebiet trägt den mittleren Status Vino de la Tierra (kurz VdlT; spanisch für Landwein), was mit der deutschen Bezeichnung Landwein vergleichbar ist. Im europäischen System entspricht das einer geschützten geografischen Angabe (kurz g.g.A.; spanisch Indicación Geográfrica Protegida, kurz IGP).